# 特別職
特別職（とくべつしょく）は、日本の公務員制度において、国家公務員法（昭和22年法律第120号）第2条第3項及び地方公務員法（昭和25年法律第261号）第3条第3項に規定する職をいう。国家公務員法第2条第5項及び地方公務員法第4条第2項の規定により国家公務員法及び地方公務員法の適用を受けない、常勤特別職国家公務員及び非常勤特別職国家公務員、常勤特別職地方公務員及び非常勤特別職地方公務員をいう。

## 概要
国家公務員については国家公務員法、地方公務員については、地方公務員法に定められている。特別職に属さないすべての職は、一般職という。
国家公務員法又は地方公務員法の定める公務員の根本基準は原則として一般職に属する職に対して適用され、特別の規定がない限りは特別職に属する職に対しては適用されない（つまり服務の宣誓も課されない）。
採用選考（試験）によらず、選挙や委嘱などにより任じられる職種の公務員が特別職であるが国家公務員の場合、後述のとおり、防衛省職員のような特別な規律に服する職員、立法府・司法府の職員（裁判官の他、国会議事堂職員・裁判所職員）も含んでいる。

## 国家公務員
| 官職名（別表第一） | 官職名（別表第一） | 俸給月額    |
| --- | --- | ----------- |
| 内閣総理大臣 | 内閣総理大臣 | 2,016,000円 |
| 国務大臣 会計検査院長 人事院総裁 | 国務大臣 会計検査院長 人事院総裁 | 1,470,000円 |
| 内閣法制局長官 内閣官房副長官 副大臣 国家公務員倫理審査会の常勤の会長 公正取引委員会委員長 原子力規制委員会委員長 宮内庁長官 | 内閣法制局長官 内閣官房副長官 副大臣 国家公務員倫理審査会の常勤の会長 公正取引委員会委員長 原子力規制委員会委員長 宮内庁長官 | 1,410,000円 |
| 検査官（会計検査院長を除く。） 人事官（人事院総裁を除く。） 内閣危機管理監 国家安全保障局長 大臣政務官 デジタル監 個人情報保護委員会委員長 カジノ管理委員会委員長 公害等調整委員会委員長 運輸安全委員会委員長 侍従長 | 検査官（会計検査院長を除く。） 人事官（人事院総裁を除く。） 内閣危機管理監 国家安全保障局長 大臣政務官 デジタル監 個人情報保護委員会委員長 カジノ管理委員会委員長 公害等調整委員会委員長 運輸安全委員会委員長 侍従長 | 1,203,000円 |
| 内閣官房副長官補 内閣広報官 内閣情報官 常勤の内閣総理大臣補佐官 常勤の大臣補佐官 国家公務員倫理審査会の常勤の委員 公正取引委員会委員 国家公安委員会委員 原子力規制委員会委員 上皇侍従長 式部官長 | 内閣官房副長官補 内閣広報官 内閣情報官 常勤の内閣総理大臣補佐官 常勤の大臣補佐官 国家公務員倫理審査会の常勤の委員 公正取引委員会委員 国家公安委員会委員 原子力規制委員会委員 上皇侍従長 式部官長 | 1,178,000円 |
| 原子力委員会委員長 再就職等監視委員会委員長 証券取引等監視委員会委員長 公認会計士・監査審査会会長 中央更生保護審査会委員長 社会保険審査会委員長 東宮大夫 皇嗣職大夫 以下の委員会の常勤の委員または常勤の議員 個人情報保護委員会 カジノ管理委員会 公害等調整委員会 運輸安全委員会 総合科学技術・イノベーション会議 中央労働委員会の常勤の公益を代表する委員 | 原子力委員会委員長 再就職等監視委員会委員長 証券取引等監視委員会委員長 公認会計士・監査審査会会長 中央更生保護審査会委員長 社会保険審査会委員長 東宮大夫 皇嗣職大夫 以下の委員会の常勤の委員または常勤の議員 個人情報保護委員会 カジノ管理委員会 公害等調整委員会 運輸安全委員会 総合科学技術・イノベーション会議 中央労働委員会の常勤の公益を代表する委員 | 1,038,000円 |
| 証券取引等監視委員会委員 地方財政審議会委員 社会保険審査会委員 以下の委員会または審査会の常勤の委員 食品安全委員会 原子力委員会 公益認定等委員会 公認会計士・監査審査会 行政不服審査会 情報公開・個人情報保護審査会 国地方係争処理委員会 電気通信紛争処理委員会 中央更生保護審査会 労働保険審査会 運輸審議会 土地鑑定委員会 公害健康被害補償不服審査会     | 証券取引等監視委員会委員 地方財政審議会委員 社会保険審査会委員 以下の委員会または審査会の常勤の委員 食品安全委員会 原子力委員会 公益認定等委員会 公認会計士・監査審査会 行政不服審査会 情報公開・個人情報保護審査会 国地方係争処理委員会 電気通信紛争処理委員会 中央更生保護審査会 労働保険審査会 運輸審議会 土地鑑定委員会 公害健康被害補償不服審査会     | 916,000円   |
| 官職名（別表第二） | 官職名（別表第二） | 俸給月額    |
| 大使 | 3号俸 | 1,178,000円 |
| 大使 | 2号俸 | 1,038,000円 |
| 大使 | 1号俸 | 916,000円   |
| 公使 | 3号俸 | 1,178,000円 |
| 公使 | 2号俸 | 1,038,000円 |
| 公使 | 1号俸 | 916,000円   |
| 官職名（別表第三） | 官職名（別表第三） | 俸給月額    |
| 秘書官 | 12号俸 | 587,600円   |
| 秘書官 | 11号俸 | 556,900円   |
| 秘書官 | 10号俸 | 526,900円   |
| 秘書官 | 9号俸 | 495,300円   |
| 秘書官 | 8号俸 | 464,700円   |
| 秘書官 | 7号俸 | 437,300円   |
| 秘書官 | 6号俸 | 402,000円   |
| 秘書官 | 5号俸 | 363,500円   |
| 秘書官 | 4号俸 | 327,700円   |
| 秘書官 | 3号俸 | 296,500円   |
| 秘書官 | 2号俸 | 274,600円   |
| 秘書官 | 1号俸 | 268,100円   |

国家公務員の特別職に該当する職は、選挙や国会の議決によって選出される職、任命権者の裁量により政治的に任命することが適当とされている職、任命に国会の両院または一院の議決もしくは同意が必要とされている職、職務の性質から特別の取り扱いが適当なものが主たるものである。
特別職には、立法や司法の各部門における職（裁判官の他、国会職員・裁判所職員）も含まれている。ただし、裁判官以外の裁判所職員は国家公務員法の施行の1948年7月1日から1951年3月31日まで、国会職員は国家公務員法の第一次改正法の施行の1948年12月3日から1951年12月31日まで、ともに一般職の扱いであった（これは、当時の日本は連合国軍の占領下にあって国家としての主権が制限されていたところ、連合国軍総司令部は二・一ゼネストの影響を受けて内閣に占領政策にそぐわない公務員の労働争議を禁止するようにとの指令を行い、内閣はこの指令に基づいてポツダム政令のひとつである昭和23年政令201号を制定し、追って国家公務員法もこれを受けて改正されたという特殊な事情があったためであり、三権分立による国会（両院）・裁判所の自律権の制約を受けない例外的な事例である）。
なお国会議員は「選挙によって選出される職」であるため国家公務員法第2条第3項9号に該当するが、これも憲法上当然に裁判官等と同様の制約に服する（ただし裁判官とは異なり、在任中は報酬を減額できないといった制約はない）。
このように国家公務員の特別職は様々な性質をもつ職が含まれていることが大きな特徴であり、「特別職」という括りには「一般職以外」という以上の意味は存在しない。
国家公務員法第2条第3項各号に列挙される特別職の職は次のとおり。
1. 内閣総理大臣
2. 国務大臣
3. 副大臣
4. 大臣政務官
5. 大臣補佐官
6. デジタル監[9]
7. 人事官及び検査官
8. 内閣危機管理監
9. 国家安全保障局長
10. 内閣法制局長官
11. 内閣官房副長官
12. 内閣官房副長官補、内閣広報官及び内閣情報官
13. 内閣総理大臣補佐官
14. 内閣総理大臣秘書官及び国務大臣秘書官並びに特別職たる機関の長の秘書官のうち人事院規則で指定するもの[10]
15. 就任について選挙によることを必要とし、あるいは国会の両院又は一院の議決又は同意によること[11]を必要とする職員
16. 宮内庁長官、侍従長、東宮大夫、式部官長及び侍従次長並びに法律又は人事院規則で指定する宮内庁のその他の職員[12]
17. 特命全権大使、特命全権公使、特派大使、政府代表、全権委員とその代理（臨時代理大使他）並びに顧問及び随員
18. 日本ユネスコ国内委員会の委員
19. 日本学士院会員
20. 日本学術会議会員
21. 裁判官及びその他の裁判所職員
22. 国会職員
23. 国会議員の公設秘書
24. 防衛省職員（防衛省に置かれる合議制の機関で防衛省設置法第41条の政令で定めるものの委員及び同法第4条第1項第24号又は第25号に掲げる事務に従事する職員で同法第41条の政令で定めるもののうち、人事院規則で指定するもの[13]を除く。）
25. 行政執行法人の役員

特別職の国家公務員（約30万人）のうち、多数を占めているのは自衛官を含む防衛省職員である（約26.8万人）。次いで裁判所職員が多い（約2.6万人）。
給与に関しては、それぞれ次に掲げる法律により規定されている
- 在外公館に勤務する特命全権大使・特命全権公使を除く外務公務員[15]：在外公館の名称及び位置並びに在外公館に勤務する外務公務員の給与に関する法律
- 日本学士院会員：日本学士院法
- 裁判官：裁判官の報酬等に関する法律
- 裁判官・秘書官以外の裁判所職員：裁判所職員臨時措置法
- 国会議員：国会議員の歳費、旅費及び手当等に関する法律
- 国会職員：国会職員法
- 国会議員の公設秘書：国会議員の秘書の給与等に関する法律
- 自衛官を含む防衛省職員（一般職に属する職員を除く。）：防衛省の職員の給与等に関する法律[16]
- 行政執行法人の役員：独立行政法人通則法
- 上記以外の特別職国家公務員：特別職の職員の給与に関する法律

### 廃止された国家公務員の特別職
1. 日本郵政公社の役員 - 郵政民営化に伴い、2007年（平成19年）10月1日廃止。
2. 特定独立行政法人の役員 - 2015年（平成27年）4月1日、行政執行法人に移行。
3. 内閣情報通信政策監 - デジタル監設置に伴い、2021年（令和3年）9月1日廃止。

## 地方公務員
地方公務員の特別職は、就任に選挙による選出や地方議会の同意が必要とされている職にある者、地方公営企業等の管理的な職務にある者、委員会・審議会等の委員で臨時又は非常勤の者、消防団員・民生委員・交通指導員などが該当する。
地方公務員においては、地方公共団体の長等の任命権において任免され、長の交代などによって恣意的に罷免されないような身分保障を受けるにふさわしい、職業公務員以外の職が主に特別職として分類されている。
したがって、その多くが、一般的な行政事務を行う職ではなく、特定の職務を行うために公務員とされる者の就く職である。
地方公務員法第3条第3項に列挙される特別職の職は次のとおり。
1. 就任について公選又は地方公共団体の議会の選挙、議決若しくは同意によることを必要とする職
（地方公共団体の長、地方公共団体の議会の議員、副知事又は副市町村長、委員会の委員及び委員など）
2. 地方公営企業の管理者及び企業団の企業長
3. 法令又は条例、地方公共団体の規則若しくは地方公共団体の機関の定める規程により設けられた委員及び委員会（審議会その他これに準ずるものを含む。）の構成員の職で臨時又は非常勤のもの
4. 臨時又は非常勤の顧問、参与、調査員、嘱託員及びこれらの者に準ずる者の職
5. 地方公共団体の長・議会の議長その他地方公共団体の機関の長の秘書の職で条例で指定するもの（特別秘書等）
6. 非常勤の消防団員及び水防団員の職
7. 特定地方独立行政法人の役員